# I'll Get You
I'll Get You è un brano musicale scritto da John Lennon (accreditato a Lennon/McCartney) e pubblicato dai Beatles il 23 agosto 1963 come lato B del singolo She Loves You. Il titolo del brano avrebbe dovuto essere Get You in the End e la canzone era stata originariamente pensata come singolo da lanciare dopo l'uscita di From Me to You.
Caso insolito tra le canzoni dei Beatles di quegli anni, Lennon e McCartney, entrambi presenti alla voce, cantano all'unisono per la maggior parte della durata del brano.
La canzone è inoltre presente in The Beatles' Second Album, LP uscito negli Stati Uniti il 10 aprile 1964.